# Bateaux fantômes
Bateaux Fantômes est un ouvrage de Joslan F. Keller, publié aux éditions Vagnon en 2024, qui regroupe 30 histoires de bateaux fantômes, à toutes les époques et dans le monde entier.

## Liste des récits

### Les vaisseaux imaginaires ou inconnus
- Le Hollandais volant
- Le Caleuche
- La goélette fantôme de Dieppe
- Le vaisseau de la baie des Chaleurs
- Le Princess-Augusta
- Le Lady-Lovibond
- Le Yarmouth
- La double rencontre de l’USS Kennison

### Les épaves dérivantes
- Le HMS Resolute
- Le Baychimo
- Le Jian-Seng
- Le Ryō-Un-Maru
- Le Lyubov-Orlova
- Le Falkvag
- Le MV Alta
- Le Triangle des Bermudes

### Les équipages volatilisés
- La Mary-Celeste
- La J.C.-Cousins
- Le Carroll-A.-Deering
- Le Copenhague
- Le MV-Joyita
- Le mystère du yacht Kaz-II
- Le Niña
- Le Yong-Yu-Sin n°18

### Découvertes macabres
- L’Octavius
- Le Marlborough
- Le nébuleux destin du S.S. Ourang-Medan
- L’odyssée tragique de Manfred Bajorat
- L’UB-65